# Schaphalsterzijl (gemaal)

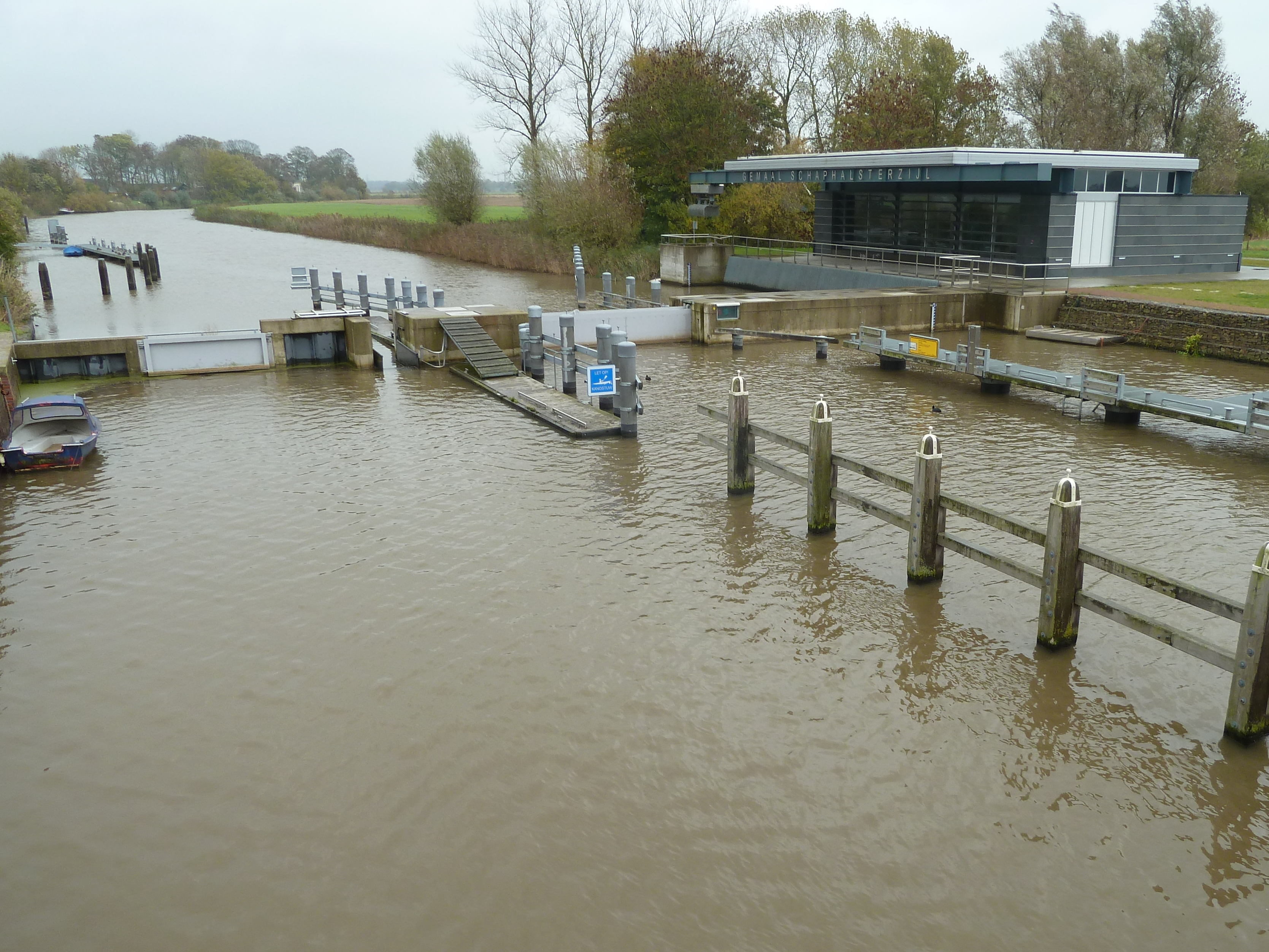
Gemaal Schaphalsterzijl

Schaphalsterzijl is een gemaal bij de gelijknamige plaats in de Nederlandse provincie Groningen.
Het gemaal heeft als taak de relatieve verhoging van de waterstand als gevolg van de bodemdaling door de winning van aardgas te compenseren.
Het gemaal werd op 28 november 2005 officieel in gebruik genomen. Veel bewoners waren tegen de bouw, omdat het het landschap zou ontsieren en niet zou passen bij de bestaande eeuwenoude sluizen. Hierdoor werd de bouw zelfs van april tot september 2002 stopgezet.